# Couronne de l'impératrice Eugénie
La couronne de l'impératrice Eugénie est un insigne et joyau impérial français réalisé pour l'impératrice Eugénie, épouse de l'empereur Napoléon III. 

## Histoire
Bien que ni elle ni son mari n'aient eu de couronnement, une couronne fut spécialement créée pour l'impératrice Eugénie à l'occasion de l'Exposition universelle de 1855. 
Après le renversement de Napoléon III en 1870, à la suite de la guerre franco-prussienne, Napoléon et Eugénie vécurent en exil au Royaume-Uni. 
Bien que la plupart des joyaux de la couronne française aient été vendus par la Troisième République en 1885, la couronne de l'impératrice Eugénie fut conservée, étant la seule couronne de souveraine française existant encore. 
La couronne fut rendue à l'ancienne impératrice, décédée en 1920, qui la légua à la princesse Marie-Clotilde Bonaparte. Elle a ensuite été mise aux enchères en 1988, puis donnée par Roberto Polo au musée du Louvre à Paris, où elle est actuellement exposée.

## Description
La couronne est sertie d'émeraudes et de diamants et ornée de motifs de vigne, d'aigles et de chèvrefeuille.